# Urera kaalae
Urera kaalae е вид растение от семейство Копривови (Urticaceae). Видът е критично застрашен от изчезване.

## Разпространение
Разпространен е в САЩ.